# Mertensiella caucasica
Mertensiella caucasica är en groddjursart som först beskrevs av Antoni Stanisław Waga 1876.  Mertensiella caucasica är ensam i släktet Mertensiella som ingår i familjen salamandrar. IUCN kategoriserar arten globalt som sårbar. Inga underarter finns listade i Catalogue of Life.
Denna salamander förekommer i nordöstra Turkiet och i västra Georgien. Den vistas i Kaukasus och andra bergstrakter mellan 400 och 2800 meter över havet.